# ワッサーフ
ワッサーフ (ペルシア語:  وصّافِ حضرت Waṣṣāf-i Ḥazrat、生没年不詳）は、14世紀前半のイランで活躍したイルハン朝の歴史家。本名はシャラフッディーン・アブドゥッラー・イブン・ファドゥルッラー・シーラーズィー（ ペルシア語: شرف‌ الدین عبدالله ابن فضل‌الله شیرازی  Sharaf al-Dīn 'Abd Allāh ibn Faḍl Allāh Shīrāzī）。近世ペルシア語の読み方によってはヴァッサーフ Vaṣṣāf とも。

## 生涯
シーラーズの出身で、初め徴税官を務めていたが、当時のイルハン朝の宰相ラシード・ウッディーンの庇護のもと、君主ガザンの時代に中央に召され、ガザン及びおよびオルジェイトゥに仕えた。ラシードの『集史』編纂に触発され、ジュワイニーの『世界征服者の歴史』の続編の編纂を思い立った。
1303年にガザン・ハンにイルハン朝建国のきっかけとなったモンゴル帝国第4代皇帝モンケの死去（1257年）以後のイラン及びイルハン朝の歴史をまとめた3巻の歴史書を献上した。その後も執筆を続けアブー・サイード・ハーンの治世の1323年までの歴史を『領土の分割と年月の推移』（Tajziyat al-amṣār wa-tazjiyat al-a'ṣār ）全6巻にまとめたのは1328年のことであった。
この間の1312年にオルジャイトゥから「陛下のための頌詞作成者」を意味するワッサーヒ・ハドラト（ヴァッサーヒ・ハズラト）“ وصّافِ حضرت Waṣṣāf-i-Ḥaḍrat”/Vaṣṣāf-i Ḥazratの名を与えられ、これを略して単にワッサーフ وصّاف Waṣṣāf（頌詞作成者）と呼ばれるようになった。なお、彼の尊称（ラカブ）はシャラフッディーン شرف‌ الدین Sharaf al-Dīn ともシハーブッディーン شهاب الدین Shihāb al-Dīnとも伝えられている。
『領土の分割と年月の推移』はその著者名より『ワッサーフ史』Tarikh-i Waṣṣāf の異名を有し、イルハン朝及びイルハン朝に帰属した周辺のイランの地方諸政権、大元ウルス及びデリー・スルターン朝の動向についても詳細に記述されているが、『世界征服者の歴史』以上に韻文を多用するその文体は余りに技巧を凝らした華麗かつ誇張した表現が多く、ペルシア語文学の概説書では一様に難解さを評されて来た。
だが、ワッサーフのこの書は『集史』などと並ぶモンゴル帝国史の重要な基本文献のひとつであり、また、ワッサーフ自身もイランの歴史を通じてジュワイニー・ラシードと並ぶ3大歴史家の1人としてその後のイランの歴史家達の模範となった。